# A zsidókról és hazugságaikról

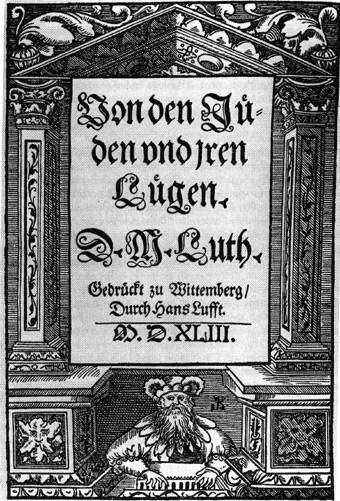
Luther Márton A zsidókról és hazugságaikról című művének címlapja. Wittenberg, 1543

A zsidókról és hazugságaikról (németül: Von den Jüden und iren Lügen; modern írásmóddal: Von den Juden und ihren Lügen) 65 000 szavas antijudaista és antiszemita értekezés, amelyet a reformáció szellemi atyja, Luther Márton (1483–1546) 1543 januárjában jelentetett meg.
Luther zsidósághoz való hozzáállása élete során különböző formákat öltött. Korábbi időszakában, egészen kb. 1537-ig, a zsidókat lutheránus vallásra akarta téríteni, de ebben nem ért el sikereket. Későbbi időszakában, amikor A zsidókról és hazugságaikról írt, elítélte őket és üldözésüket sürgette.
Az értekezésben amellett érvel, hogy a zsinagógákat és zsidó iskolákat fel kell gyújtani, imakönyveiket meg kell semmisíteni, a rabbiknak a tiltsák meg prédikációt, gyújtsák fel a zsidók otthonait, valamint kobozzák el a vagyonukat. Véleménye szerint nem szabad könyörületességet vagy jóindulatot tanúsítani velük szemben, nem szabad jogi védelmet nyújtani nekik és "ezeket a mérgező férgeket" kényszermunkára kell fogni vagy örökre ki kell űzni. Úgy tűnik, hogy támogatta a meggyilkolásukat is, azt írva: „Mi vagyunk a hibásak abban, hogy ha nem öltük meg őket”.

## Az értekezés tartalma
Az értekezésben Luther Márton a zsidókat (a judaizmus követőinek értelmében) "tisztességtelen, parázna népnek, vagyis nem Isten népének" írja le, és kijelenti, hogy "a származással, körülmetéléssel és törvénnyel való kérkedésüket erkölcstelennek kell tekinteni". Luther azt írja a zsinagóga pedig "javíthatatlan kurva és gonosz ribanc".
Az értekezés első tíz szakaszában Luther meglehetősen hosszan fejti ki nézeteit a zsidókkal és a judaizmussal kapcsolatban, és arról, hogy ezek hogyan viszonyulnak a protestánsokhoz és a protestáns kereszténységhez. A kifejtést követően az értekezés XI. szakasza azt tanácsolja a protestánsoknak, hogy hajtsanak végre hét javító intézkedést, nevezetesen:
1. gyújtsák fel a zsinagógákat és zsidó iskolákat, és hogy óva intsék az embereket tőlük
2. ne engedjék meg, hogy a zsidók házakat birtokoljanak a keresztények között
3. vegyék el a zsidó vallási írásokat
4. tiltsák meg a rabbiknak a prédikációt
5. ne nyújtsanak védelmet a zsidóknak az országutakon
6. tiltsák be az uzsorát, kobozzák el a zsidók összes ezüstjét és aranyát, melyet megőrzésre félretennének és azok csak akkor kapnák vissza, ha valóban megtértek a kereszténységbe
7. adjanak a fiatal, erős zsidóknak botot, fejszét, ásót és orsót, hogy azok homlokuk verejtékével keressék meg kenyerüket

Luther esszéje következetesen különbséget tesz a kereszténységet elfogadó (akivel nincs gondja) és a judaizmust gyakorló (akiket erőteljesen kiközösítene) zsidók között, előbbiekkel "nincs gondja", utóbbiakat viszont keményen bírálja. A modern terminológiában ezért Luther inkább antijudaista antiszemita, mint rasszista antiszemita állásponttal jellemezhető.
Az értekezés kifejezetten elismeri, hogy sok korai kereszténynek, köztük kiemelkedő személyeknek is zsidó származása volt.

## Fordítás
Ez a szócikk részben vagy egészben  az   On the Jews and Their Lies című angol Wikipédia-szócikk fordításán alapul.  Az eredeti cikk szerkesztőit annak laptörténete sorolja fel. Ez a jelzés csupán a megfogalmazás eredetét és a szerzői jogokat jelzi, nem szolgál a cikkben szereplő információk forrásmegjelöléseként.